# The American Breed

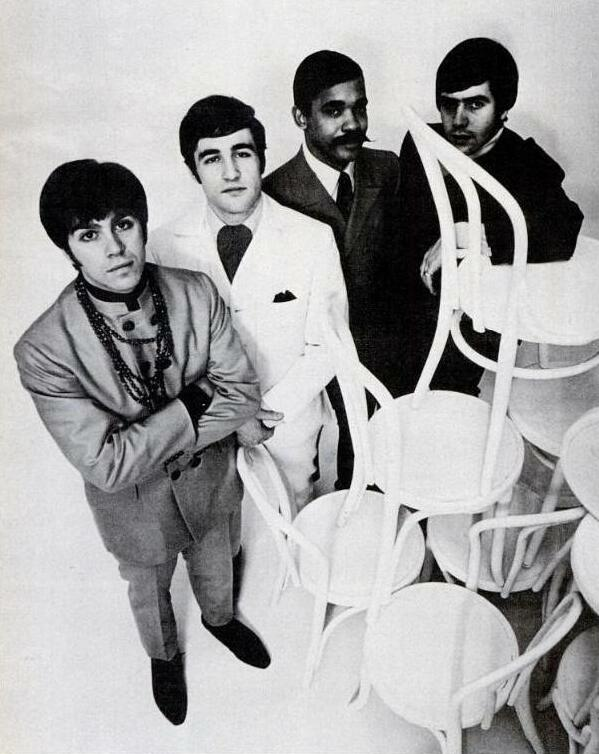
The American Breed en 1968

The American Breed est un groupe américain de rock formé à Chicago en 1966. En France, il est notamment connu pour avoir chanté le titre The Brain, figurant dans bande originale du film Le Cerveau de Gérard Oury (1968) composée par Georges Delerue. Le titre reprend le nom anglais de ce film : The Brain .

## Membres[1]
- Gary Loizzo - chant, guitare
- Al Ciner - guitare
- Charles Colbert - basse
- Lee Graziano - batterie
- Kevin Murphy - clavier

## Discographie

### Albums
- 1967 The American Breed
- 1968 Bend Me, Shape Me
- 1968 Pumpkin, Powder, Scarlet & Green
- 1968 Lonely Side of the City

### Singles
- Don't Forget About Me / Short Skirts (1966) (Allemagne)
- Step Out of Your Mind / Same Old Thing (1967) (EU)
- Bend Me, Shape Me / Mindrocker (1967) (EU)
- Green Light / Don't It Make You Cry (1968) (EU)
- Ready, Willing and Able / Take Me if You Want Me (1968) (EU)

### The BrainouLe Cerveau
La chanson The Brain (1968) reste leur chanson la plus connue en France, par sa présence dans la bande originale du film Le Cerveau (avec David Niven, Bourvil, Jean-Paul Belmondo...).